# (29146) McHone
(29146) McHone est un astéroïde de la ceinture principale.

## Description
(29146) McHone est un astéroïde de la ceinture principale. Il fut découvert le 17 mars 1988 à l'Observatoire Palomar par Carolyn S. Shoemaker et Eugene M. Shoemaker. Il présente une orbite caractérisée par un demi-grand axe de 2,40 UA, une excentricité de 0,24 et une inclinaison de 23,6° par rapport à l'écliptique.

## Compléments